# 고전번역교육원
고전번역교육원(古典飜譯敎育院)은 한문고전을 이해하고 번역할 수 있는 인재양성을 위해 설립된 대한민국 교육부 산하 기타공공기관 한국고전번역원 부설기관이다. 본원(서울교육원)은 서울특별시 은평구 진관1로 85에 위치하고 있고, 전주분원은 전라북도 전주시 완산구 경기전길 125-7 (교동 79-41, 한옥마을 내)에, 부산밀양분원은 부산광역시 금정구 부산대학교63번길 2 부산대학교 인문관 304호에, 대전분원은 대전광역시 유성구 대학로99(충남대학교 인문대학 내)에 있다.

## 연혁
- 1970년 3월 한국고전연구원 개설(국역연수원 전신)
- 1974년 5월 국역연수원 개원(초대원장 유봉영 본회 이사장)
- 1975년 4월 일반연구부 과정 신설
- 1976년 4월 교무위원회 설치(초대 교무위원장 신석호)
- 1977년 3월 학습부 폐지, 연수부 정원 증원. 학습부(주간)-2년, 연수부(야간)-2년
- 1978년 6월 상임연구부 3년 과정 신설
- 1985년 11월 학점제 도입, 연수부 2년 → 3년 상임연구부 3년 → 2년
- 1989년 1월 일반연구부 폐지
- 1996년 1월 일반연구부 2년 과정 부활(격년제)
- 1999년 3월 전주분원 개원(분원장:김성환 교수)
- 2000년 2월 상임연구부 2년제에서 3년제로 개편
- 2001년 1월 한문능력 자격증 검정제도 시행
- 2005년 3월 필수선택제 수업 도입
- 2007년 11월 한국고전번역원 부설 고전번역교육원으로 개편
- 2010년 3월 교과과정 개편, 인턴제 도입, 전문과정 3년→2년, 연수과정Ⅱ 폐지
- 2012년 2월 밀양분원 개원
- 2012년 3월 전문과정Ⅰ 신설
- 2018년 은평구 진관동 신청사 입주
- 2020년 2월 대전분원 개원
- 2021년 밀양분원을 부산밀양분원으로 변경, 부산캠퍼스로 이전
- 2024년 고전번역교육원 개원 50주년

## 조직

### 고전번역교육원장

#### 교무처
- 교무행정팀

## 소속기관
- 전주분원
- 부산밀양분원
- 대전분원